# Alfredo Domínguez Romero
Alfredo Domínguez Romero (Tupiza, Bolivia, 9 de julio de 1938 – Ginebra, Suiza, 28 de enero de 1980) fue un músico, cantautor y pintor boliviano. Es considerado como el mejor guitarrista de música folclórica de Bolivia del siglo XX.

## Biografía

### Primeros años
Alfredo Domínguez nació en el seno de una familia de origen humilde, hijo de don Cesáreo Domínguez y Eleuteria Romero, desde su infancia tuvo una afición para la música, la pintura y la poesía. 
Siendo un niño, Alfredo, utilizó por primera vez una guitarra a escondidas de su padre, a quien no le gustaban los músicos. Después de este evento, escapó a la Argentina abandonando la escuela y ganando el sustento tocando la guitarra, además de realizar otros trabajos como zafrero, ayudante en un circo, entre otros oficios.
Cuando retornó a Bolivia realizó diversos trabajos al decidir no volver a su colegio. Ayudó a su madre a vender helados, vendió caramelos en el cine, también trabajó como barredor de una oficina.

### Comienzos artísticos
A los 15 años ganó el primer lugar en un concurso de guitarristas aficionados en Argentina. Su primer  acercamiento serio a la guitarra fue como parte de la estudiantina que dirigía el profesor José Ortega. Dedicó 6 meses a cumplir con el servicio militar. Alfredo, además de la música realiza otras actividades, entre ellas la de arquero de fútbol del equipo Huracán de Tupiza, pero finalmente se definió por las artes. Se apunta que la persona que le recomendó este cambio fue Liber Forti, cuando Dominguez iniciaba su entrenamiento en el club Bolívar en la ciudad de La Paz.
En 1960 se presentaba en radio Cóndor y radio Méndez con guitarras prestadas, hasta 1963 que un grupo de residentes tupiceños le entregó una guitarra del lutier Rivas. Paralelamente trabajaba en la Paz como dibujante en el matutino La Nación, en este diario realizaba caricaturas e ilustraba artículos.
En 1966 Dominguez practicaba en una sala de la galería Naira que pasaría a ser la Peña Naira, un espacio perteneciente a Luis Alberto "Pepe" Ballón y Jorge Carrasco Nuñez. Se señala que fue en dicha sala donde conoció a Gilbert Favre y Ernesto Cavour y formó parte de Los Jairas sin ser integrante. En 1967, junto a los Jairas participó en el festival de Folclore Latinoamericano, realizado en la ciudad de Salta, obteniendo la Medalla de Oro al Mejor Solista Latinoamericano.
El trío fue conocido gracias al disco Folklore, producto de sus actuaciones en la Peña Naira y realizado en 1967. Al año siguiente grabaron Folklore II y realizaron el soundtrack de la película de Jorge Ruiz, Mina Alaska. También en 1968, Domínguez grabó Juan Cutipa. Investigadores denominan a la producción del trío Dominguez-Favre-Cavour como neofolclore boliviano.
Por una beca obtenida en la Fundación Simón I. Patiño, tuvo la oportunidad de viajar y radicar en Ginebra, ciudad en la que perfeccionó el arte de la pintura, el grabado y la música, adquiriendo relevancia en el Centro de Grabado Contemporáneo de Ginebra (CGCG). Durante su primer año de residente en el CGCG se familiarizó con diversas técnicas que veía utilizar en el Centro. Dominguez pintaba con la tinta tipográfica sobre un soporte metálico que pasaba por la prensa, inventando una técnica de grabado mediante la cual cortaba pedazos de plástico u otros materiales y los colocaba sobre placas de cobre para estampar en relieve ciertas superficies. Llegó también a aplicar collages a su técnica mixta de aguafuerte y de relieve.
Las exposiciones que realizó desde 1970 de forma individual y colectiva en galerías de Suiza, Francia, Italia, América del Norte, Canadá y países de Latinoamérica tuvieron eco en la prensa boliviana por las gestiones de Gladys Cortez, su esposa, quien remitía esta información a medios bolivianos.
 

También realizó presentaciones en diferentes países de América y Europa, junto al conjunto de música folclórica boliviana Los Jairas, cuyos integrantes habían dado encuentro a Dominguez en Ginebra.

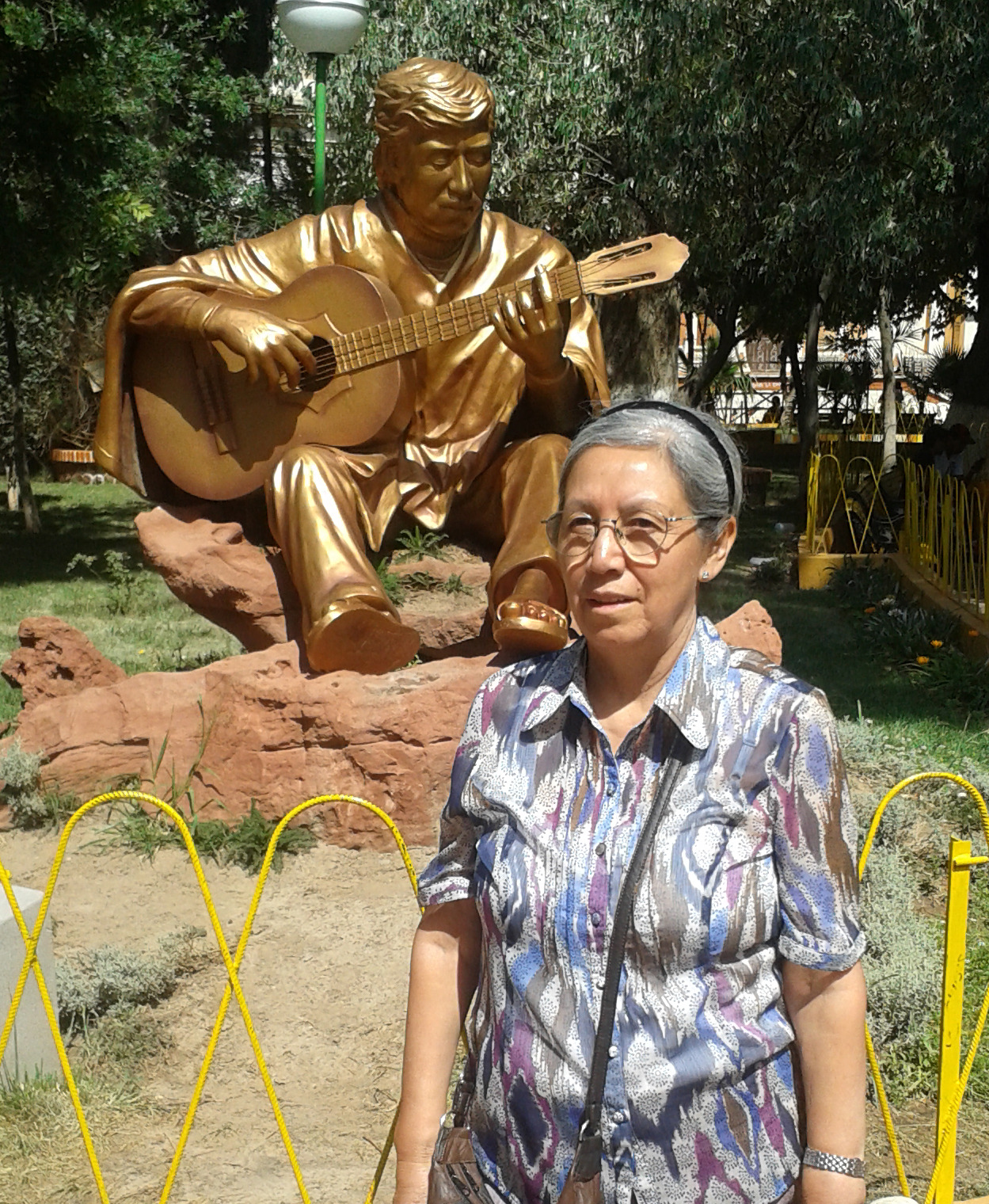
Gladys Cortez frente a la estatua de alfredo Dominguez en Tupiza

### Legado
Alfredo Domínguez, logró crear un estilo propio en la pintura, la interpretación en guitarra y el canto. Siendo el autor de cerca de cuatro decenas de discos.
Entre sus obras musicales se encuentran:
- Vida, pasión y muerte de Juan Cutipa.
- Muerte del Indio.
- Agonía del ave.
- Rosendo Villegas Velarde.
- Añoranzas.

Varias de estas obras musicales se encuentran relacionadas con pinturas y grabados del mismo artista. Entre los géneros de sus canciones se puede identificar: tonadas, villancicos, cuecas, Taquiraris, chacareras, entre otros, reflejando en sus letras los acontecimientos políticos y sociales de su país.
Alfredo Domínguez padecía de la enfermedad de Chagas. Falleció el 28 de enero de 1980, a la edad de 42 años, por causa de infarto cardíaco en Ginebra. El deceso sucedió cuando jugaba un partido de fútbol junto a sus amigos. Sus restos fueron trasladados a su tierra natal, Tupiza.